# 切恩冰原島峰
77°51′S 163°26′E / 77.850°S 163.433°E
切恩冰原島峰（英語：Chain Nunataks），是南極洲的冰原島峰，位於維多利亞地的斯科特海岸，長6公里，處於布里格斯山和漢農山之間，現時由南極條約體系管理。